# Luke Falk
Lucas Andrew Falk, detto Luke (Logan, 28 dicembre 1994), è un giocatore di football americano statunitense che milita nel ruolo di quarterback nella National Football League (NFL).

## Carriera

### Tennessee Titans
Falk fu scelto nel corso del sesto giro (199º assoluto) del Draft NFL 2018 dai Tennessee Titans. Disputò tutte le quattro gare di pre-stagione inclusa l'ultima come titolare ma fu svincolato il 1º settembre 2018.

### Miami Dolphins
Il giorno successivo Falk firmò con i Miami Dolphins. Il 5 ottobre 2018 fu inserito in lista infortunati per un problema al polso e il 1º maggio 2019 fu svincolato.

### New York Jets
Il 2 maggio 2019 Falk firmò con i New York Jets. Debuttò come professionista subentrando a Trevor Siemian, che a sua volta partiva come titolare al posto di Sam Darnold, che si infortunò nel secondo turno della stagione 2019 contro i Cleveland Browns. La sua partita terminò con 20 passaggi completati su 25 per 198 yard nella sconfitta. La settimana successiva partì per la prima volta come titolare in una netta sconfitta contro i New England Patriots. Darnold tornò a partire come titolare dalla settimana 6 e Falk fu svincolato il 12 ottobre.